# Волоњ
Волоњ (фр. Vologne) је река у Француској. Дуга је 50 km. Улива се у Мозел. 